# رون تندال
رون تندال (بالإنجليزية: Ron Tindall)‏ هو لاعب كرة قدم ومدرب كرة قدم ولاعب كريكت بريطاني في مركز الهجوم، ولد في 23 سبتمبر 1935 في استراتام ‏ في المملكة المتحدة، وتوفي في 9 سبتمبر 2012 في برث في أستراليا. لعب مع نادي بورتسموث ونادي تشيلسي ونادي ريدنغ ووست هام يونايتد.

## وصلات خارجية
- رون تندال على موقع إي آس بي آن كريك إنفو (الإنجليزية)
- رون تندال على موقع قاعدة بيانات كرة القدم.إي يو (الإنجليزية)